# Novembre 2013
Novembre 2013 est le 11e mois de l'année 2013.

## Événements
- 3 novembre : éclipse solaire annulaire-totale.
- 5 novembre :
  - Lancement de la sonde spatiale indienne Mars Orbiter Mission (MOM).
  - Bill de Blasio est élu maire de New York avec plus de 73 % des voix.
- 6 novembre : attaque à la bombe à Taiyuan, faisant 1 mort et 8 blessés.
- 8 novembre : le typhon Haiyan, considéré comme un des plus violents jamais enregistrés, provoque de nombreux morts et d’importants dégâts aux Philippines.
- 13 novembre : enlèvement du prêtre Fidei donum français Georges Vandenbeusch à Koza au Cameroun par l'organisation terroriste Boko Haram[1].
- 16 novembre : Abdulla Yameen remporte le second tour de l'élection présidentielle maldivienne.
- 17 novembre : élection présidentielle au Chili : Michelle Bachelet (avec 46,67 %) et Evelyn Matthei (avec 25 %) sont élues pour le second tour[2].
- 18 novembre : lancement par la NASA de la sonde MAVEN en direction de Mars[3].
- 20 novembre : la Pakistanaise Malala Yousafzai est accueillie au Parlement européen à Strasbourg où elle reçoit le prix Sakharov pour la liberté de penser[4].
- 21 novembre : début des manifestations pro-européennes en Ukraine.
- 23 novembre :
  - La série de science-fiction britannique Doctor Who fête ses 50 ans avec l'épisode spécial "Le Jour du Docteur".
  - Fin de la conférence de Varsovie sur le changement climatique.
- 24 novembre : élections générales au Honduras.
- 25 novembre : élection partielle canadienne de Bourassa, Brandon—Souris, Provencher et Toronto-Centre.
- 28 novembre : périhélie de la comète Ison.
- 29 novembre :
  - Brésil : un incendie se déclare au Mémorial de l'Amérique Latine à Sao Paulo : le bâtiment dessiné par Oscar Niemeyer abrite une bibliothèque, une galerie d'art et un auditorium[5],[6].
  - Écosse : un hélicoptère de la police s'écrase sur un pub à Glasgow[7].